# 아사나이촌
아사나이촌(浅内村)은 아키타현 야마모토군에 있던 촌이다. 현재 노시로시 남서부 동해에 접한 지역에 해당한다.

## 역사
- 1889년 4월 1일 - 정촌제 시행에 의해 2촌의 구역으로 성립하였다.
- 1955년 4월 1일 - 노시로에 편입해 동일 아사나이촌은 폐지되었다.

## 교통

### 철도노선
오우 본선이 마을을 통과했지만 역은 존재하지 않았다.

### 도로
현재는 구촌 지역에 코토오카 노시로 도로의 노시로 남쪽 나들목이 지나갔었지만, 당시에는 미개통 상태였다.